# Caio Bonfim
Caio Bonfim (ur. 19 marca 1991 w Sobradinho) – brazylijski lekkoatleta specjalizujący się w chodzie sportowym.
W 2017 podczas mistrzostw świata w Londynie sięgnął po brązowy medal w konkurencji chód na 20 kilometrów, sześć lat później na mistrzostwach świata w Budapeszcie powtórzył to osiąnięcie.
Czterokrotnie startował na igrzyskach olimpijskich (Londyn 2012, Rio de Janeiro 2016, Tokio 2020, Paryż 2024); na ostatnich zdobył srebrny medal.
Zdobył cztery medale igrzysk panamerykańskich – w konkurencji chodu na 20 km zdobył dwa srebrne medale (Lima, Santiago) oraz brązowy (Toronto), jak również brązowy medal w konkurencji drużynowego chodu sportowego.

## Rekordy życiowe
- chód na 20 kilometrów – 1:17:37 (2025) rekord Brazylii
- chód na 35 kilometrów – 2:25:14 (2022) rekord Brazylii
- chód na 50 kilometrów – 3:47:02 (2016) rekord Brazylii